# Guanare (municipalité)
Pour les articles homonymes, voir Guanare.
Guanare est l'une des quatorze municipalités de l'État de Portuguesa au Venezuela. Son chef-lieu est Guanare. En 2011, la population s'élève à 192 644 habitants.

## Géographie

### Subdivisions
La municipalité possède quatre paroisses civiles et une parroquia capital, traduite ici par « capitale » (en italiques et suivie d'une astérisque) avec, chacune à sa tête, une capitale (entre parenthèses) :
- Capitale Guanare * (Guanare) ;
- Córdoba (Córdoba) ;
- San José de la Montaña (San José de la Montaña) ;
- San Juan de Guanaguanare (Mesa de Cavacas) ;
- La Virgen de Coromoto (Quebrada de la Virgen).